# جمهورية توفا الشعبية

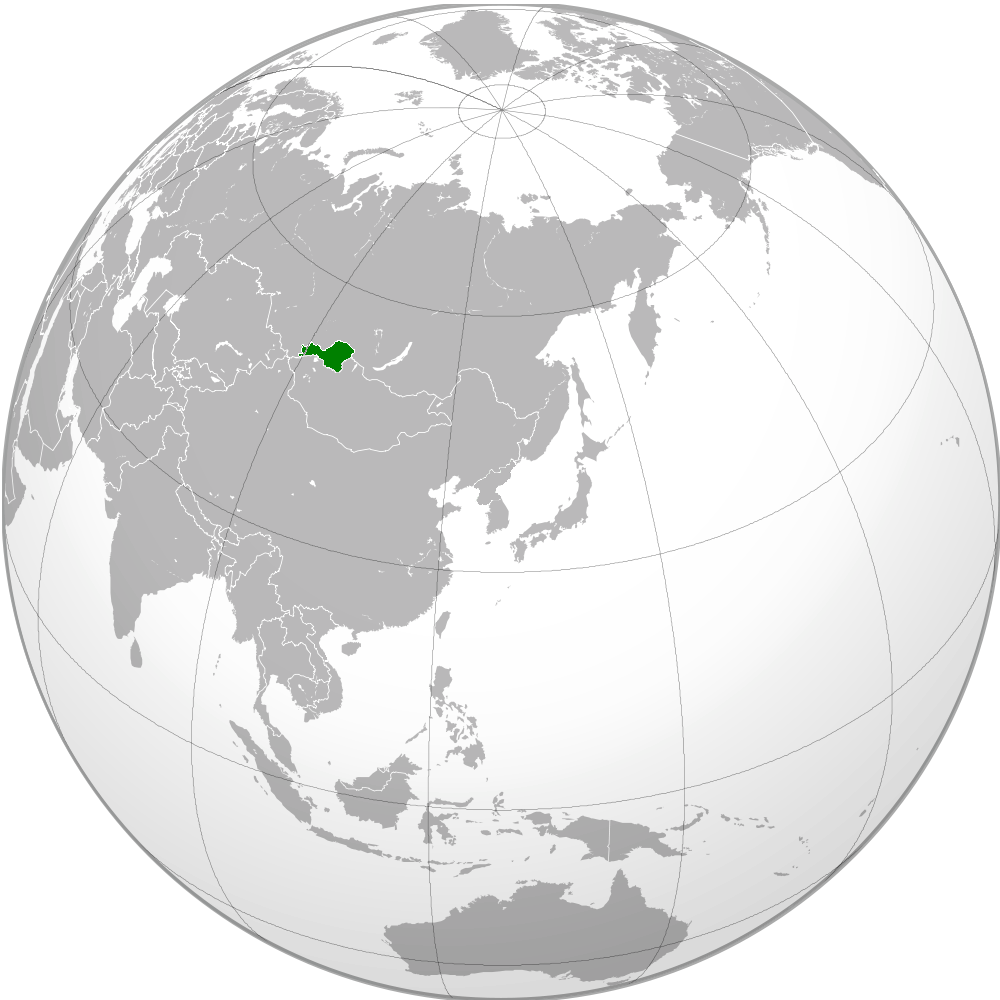
موقع جمهورية توفا الشعبية داخل الحدود السياسية الحالية

جمهورية توفا الشعبية (بالتوفية: Тыва Арат Республик) تلفظ:(Tiva Arat Respublik) هي دولة مستقلة تأسست على أراضي محمية توفا التابعة للإمبراطورية الروسية (وإن كانت تابعة لمملكة تشينغ حتى زوالها عام 1911)،وعانت من الاعتراف الدولي من باقي الدول باستثناء منغوليا والاتحاد السوفيتي إذ كانتا الوحيدتين اللتان اعترفت باستقلالها، كما عُرفت باسم أوريانخايسكي كراي (بالروسية: Урянхайский край)، بعدها ظلت دولة تابعة للاتحاد السوفيتي خلال فترة ما بين الحربين العالميتين وأخيرا أصبحت جمهورية توفا داخل الكيان الفيدرالي الروسي.

## وصلات خارجية
- The World at War - Tannu Tuva 1911-1944